# 레드우드 국립공원
레드우드 국립공원(Redwood National Park)은 미국 캘리포니아 북부 해안지대에 있는 국립공원으로 3백피트를 넘는 세계에서 제일 키가 큰 나무 중의 나무 레드우드(미국삼나무)들이 살고 있는 곳이다. 스타워즈 에피소드 6: 제다이의 귀환 엔도 (Endor) 위성의 숲 촬영지로 유명하다. 험볼트군과 델노르트군에 걸쳐 있으며 레드우드 국립공원에서 가장 가까운 도시는 델노르트군의 크레센트시티다.

## 상세
나무들의 높이가 아주 높아서 나무 꼭대기는 보이지 않고 감도는 안개와 간혹 비치는 푸른 하늘만 보일 뿐이다.현재 이 국립공원 안에서 제일 키가 큰 나무는 3백37피트가 넘는 나무인데 미국에서뿐만 아니라 세계에서 제일 부피가 큰 나무와 세계에서 제일 나이가 많은 나무도 살고 있다. 이 나무를 관통하여 차가 다닐 수 있도록 만들어진 도로가 있어 그 부피를 짐작할 수 있다. 오솔길을 따라 걸어가면서 자유로이 구경할 수 있도록 1마일 정도의 산책 도로가 삼림 속에 만들어져 있어서 이 신비로운 분위기를 맘껏 느낄 수 있다. 레드우드 국립공원 주의 해안지역에는 봄이나 가을에는 이동하는 고래떼들도 볼 수 있으며 갈매기와 물수리 등은 계절에 관계없이 항상 날아다니고 물개들의 모습도 보인다.